# Exoenzym
Exoenzyme sind sezernierte Enzyme. Die ausgeschiedenen Enzyme dienen meistens Stoffwechselreaktionen außerhalb der Zelle, z. B. der Aufspaltung von Nährstoffen. Exoenzyme sind oft bei Gram-positiven Bakterien in der inner wall zone bzw. bei Gram-negativen Bakterien im Periplasma, z. B. bei Clostridium botulinum oder Pseudomonas aeruginosa. Manche Exoenzyme von Pathogenen sind Pathogenitätsfaktoren.
Beim Menschen werden Exoenzyme z. B. als Verdauungsenzyme in Speicheldrüsen, im Pankreas und im unteren Dünndarm gebildet. Zu ihnen zählen die α-Amylase, Pepsin, Trypsin, Chymotrypsin und Elastase.